# ムービートーン・ニュース

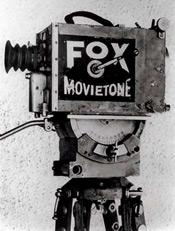
ムービートーン・カメラ

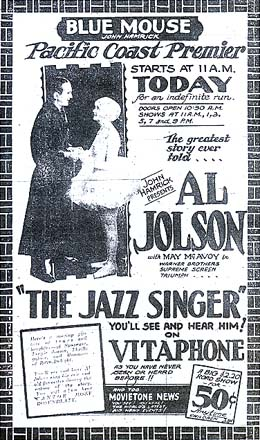
『ジャズ・シンガー』のチラシ。一番下に『ムービートーン・ニュース』も紹介されている

ムービートーン・ニュース（Movietone News）は、1928年から1963年にかけてアメリカ合衆国で配信されていたニュース映画のこと。
製作はフォックス・フィルムで当初はフォックス・ムービートーン・ニュース（Fox Movietone News）という名前だったが、1935年にフォックス・フィルムが20世紀ピクチャーズと合併し20世紀フォックスになった時に、ムービートーン・ニュースに縮められた。イギリスでもブリティッシュ・ムービートーン・ニュース（British Movietone News）という名前で1929年から1979年まで、オーストラリアでも1925年から1975年にかけて配信された。

## 歴史
フォックス・フィルムが1919年から続けていたフォックス・ニュースを発展させたものである。フォックス・ニュースはサイレント映画だったが、1928年の『母ぞよく知る』からフォックス社はトーキー製作を開始、ムービートーン・ニュースもトーキで作られた。"ムービートーン"とは、フォックス社のサウンドシステムのこと。最も古いものは、「ジョージ・バーナード・ショー氏、ムービートーン・ニュースに語る」シリーズで1928年6月25日に配信された。
フォックス社が最初にニュースイベントを録音したのは1927年の5月20日、チャールズ・リンドバーグが大西洋単独無着陸飛行のためルーズベルト・フィールド飛行場を離陸を撮影・録音、その夜のうちにニューヨーク・シアターで上映した。このことがムービートーン・ニュースを作るきっかけとなった。
初期のプロデューサーは、著名な写真家ドディ・ウェストン・トンプソン（1923年 - 2012年）の父でもある、"ハリー"ことエイブラハム・ハリソン。
ナレーターはローウェル・トーマスで1952年まで続けた。
ムービートーン・ニュース・オーケストラの指揮者はハリー・ラウダー2世。彼の叔父は著名なボードビリアンのサー・ハリー・ラウダー（1870 - 1950）で、トーキー開発のライバルだったワーナーが有名ボードビリアンを起用してテストをしたことに対抗して、フォックスがイギリスから招いていた。

## 日本での撮影
1929年（昭和4年）3月、ムービートーン・ニュースの撮影班（撮影技師アルヴィン）が来日し、長崎、別府、東京で撮影した。東京では3月8日から3日間、田中義一の演説や銀座行進曲、三味線を弾く芸者、株式市場などを撮影・録音した。これが日本初のトーキー撮影だと『東京朝日新聞』は報じている。